# Tarányos
Tarányos románul: Tranișu, falu Romániában, Erdélyben, Kolozs megyében.

## Fekvése
Bánffyhunyadtól délnyugatra, Magyarókerekétől nyugatra fekvő település.

## Története
Tarányos nevét 1850-ben  említette először oklevél Tranics néven.
Későbbi névváltozatai: 1854-ben Trányis, 1861-ben Trajnis (praedium), 1888-ban Trányis (Tranis), 1913-ban Tarányos.
A trianoni békeszerződés előtt Kolozs vármegye Bánffyhunyadi járásához tartozott.